# Yunnan-Felsgleithörnchen
Das Yunnan-Felsgleithörnchen (Eupetaurus nivamons) ist eine Art der Gleithörnchen innerhalb der Gattung Eupetaurus. Die Art kommt im Osten des Verbreitungsgebiets der Gattung im nordwestlichen Yunnan (China) vor und wurde 2021 als neue Art beschrieben. Die Tiere leben im Hochgebirge in Höhen von über 3400 Metern und ernähren sich von Pflanzenmaterial.

## Merkmale
Das Yunnan-Felsgleithörnchen hat eine Kopf-Rumpf-Länge von etwa 420 Millimetern, eine Schwanzlänge von 440 Millimetern und ein Gewicht von etwa 1400 Gramm (alle Daten bezogen auf den Holotypus). Es ist damit etwas kleiner als das Felsgleithörnchen (E. cinereus). Die Ohrlänge beträgt 44,5 Millimeter und die Hinterfußlänge 90 Millimeter. Das Rückenfell ist graubraun, dieselbe Farbe zieht sich bis zur Stirn und wird entlang der Wangen bis zur Kehle blassgrau. Das Bauchfell ist hell aschfarben mit einer mittleren Längslinie aus gröberen Haaren. Der Rand der Gleithaut, des Patagiums, ist schwarz. Die Rückenflächen der Hände und Füße sind schwarz, gemischt mit vereinzelten strohfarbenen Haaren. Die Ohren sind spitz und behaart, außen schwarz und innen weiß mit khakifarbener Tönung. Die vordere Hälfte des Schwanzes ist ähnlich gefärbt wie der Rücken, aber brauner, und die hintere Hälfte ist schwarz.
Von E. cinereus unterscheidet sich Eupetaurus nivamons neben der etwas geringeren Größe durch sein kräftigeres braunes Rückenfell, das bei E. cinereus deutlicher grau ist. Eupetaurus nivamons ähnelt äußerlich stark E. tibetensis, hat aber eine längere schwarze Schwanzspitze. Die Schnauzenregion von E. nivamons ist breiter als bei E. cinereus und E. tibetensis, und es gibt einige weitere Schädel- und Zahnmerkmale, die zur Unterscheidung herangezogen werden können.

## Verbreitung
Das Yunnan-Felsgleithörnchen kommt im Verbreitungsgebiet der Gattung im nordwestlichen Yunnan in China vor. Das Verbreitungsgebiet der Art wird bislang durch untersuchte Exemplare, Bilder und Videos aus Kamerafallen und Sichtungen durch Einheimische auf die alpine Zone des Gaoligong Shan in Höhen von 3400 bis 4450 Meter und den Nu Shan mit dem Biluo Snow Mountain eingegrenzt. Da das bekannte Verbreitungsgebiet entlang der chinesischen Seite der Grenze zu Myanmar verläuft, ist es wahrscheinlich, dass die Art auch in geeigneten Lebensräumen unmittelbar jenseits der Grenze im Nordosten Myanmars vorkommt. Möglich sind zudem Vorkommen im äußersten Südosten Tibets östlich des Brahmaputra-Flusses.

## Lebensweise
Über die Lebensweise des Yunnan-Felsgleithörnchens liegen nur wenige Angaben vor. Ein am Gaoligong Shan gefangenes Weibchen stammt aus einer Höhe von 3700 Metern nahe dem Gipfel des Berges mit einer Vegetation aus Sumpfwiesen und dichtem Gebüsch mit etwa 0,5 Metern Höhe, bestehend aus Johannisbeeren (Ribes), Berberitzen (Berberis), Weiden (Salix), Rosen (Rosa), Rhododendren und Wacholder (Juniperus squamata). Die mittlere Jahrestemperatur dieser Region liegt bei 3,9 °C, von −12,5 °C im Januar bis 19,6 °C im August, und die mittlere Feuchtigkeit bei 94,4 %, von 70 % im November bis 100 % im April bis September.
Große, runde Kotpellets und teilweise gefressenes Pflanzenmaterial, die wahrscheinlich von E. nivamons stammen, wurden unter Wacholdergestrüpp in der Nähe der hochgelegenen Klippe des Mount Gaoligong gefunden. Potenzielle Beutegreifer, die als Fressfeinde für die Art in Frage kommen, sind der Waldkauz (Strix aluco), die Bengalkatze (Prionailurus bengalensis) und das Feuerwiesel (Mustela sibirica).
Beobachtungen mit Kamerafallen zeigen, dass E. nivamons das ganze Jahr über aktiv ist, mit einem Höhepunkt im Oktober. Es ist nachtaktiv von etwa 19:30 bis 6:00 Uhr mit einem Höhepunkt von 19:30 bis 00:00 Uhr. Wahrscheinlich hält die Art keinen Winterschlaf und wandert während der kältesten Monate des Jahres nicht aus dem Gebiet ab.

## Systematik
Eupetaurus nivamons wurde im Jahr 2021 nach einer Untersuchung mehrerer bislang dem Felsgleithörnchen (E. cinereus) zugeordneter Museumsexemplare gemeinsam mit E. tibetensis als neue Art in der bis dahin monotypischen Gattung Eupetaurus beschrieben. Zur Unterscheidung der nun drei Arten wurden sowohl morphologische Merkmale des Schädels und der Zähne wie auch genetische und molekularbiologische Untersuchungen herangezogen.
Der Artname wurde zusammengesetzt aus dem lateinischen „nivalis“ für schneebedeckt und „mons“ für Berg und bezieht sich auf den Typenfundort am Biluo Snow Mountain im Nu Shan.

## Bedrohung und Schutz
Das Yunnan-Felsgleithörnchen ist nur aus einem begrenzten Gebiet im Nordosten von Yunnan bekannt, dabei ist der Gaoligong Shan als Schutzgebiet ausgewiesen. Aufgrund ihres hochgelegenen Lebensraums ohne Kontakt zu menschlichen Siedlungen und mit einer starken Schneebedeckung über mehr als die Hälfte des Jahres ist die Art wahrscheinlich nicht stark von menschlichen Aktivitäten betroffen. Die einzige bekannte direkte Bedrohung ist die Wilderei für Fleisch durch Kräutersammler, die das Gebiet von Juni bis Oktober besuchen. Eine Einordnung in die Rote Liste der IUCN als potenziell gefährdet wird aufgrund des begrenzten Lebensraumes und des Verlustes alpiner Lebensräume infolge des fortschreitenden Klimawandels empfohlen.

## Belege
1. 1 2 3 4 5 6 7 8 9  Stephen M Jackson, Quan Li, Tao Wan, Xue-You Li, Fa-Hong Yu, Ge Gao, Li-Kun He, Kristofer M Helgen, Xue-Long Jiang: Across the great divide: revision of the genus Eupetaurus (Sciuridae: Pteromyini), the woolly flying squirrels of the Himalayan region, with the description of two new species. In: Zoological Journal of the Linnean Society. 31. Mai 2021, S. zlab018, doi:10.1093/zoolinnean/zlab018 (oup.com [abgerufen am 10. Februar 2022]).